# Cholornis
Cholornis is een geslacht van zangvogels. Deze vogels zijn  niet verwant aan de mezen, maar behoren tot de Paradoxornithidae (diksnavelmezen).

## Soorten
- Cholornis paradoxus  – Drieteendiksnavelmees
- Cholornis unicolor  – Bruine diksnavelmees